# The Other 48 Days (Lost)
The Other 48 Days este un episod al serialului de televiziune Lost, sezonul 2.